# Carlotta
Carlotta é um gênero pertencente à família Gonyleptidae.